# Badménil-aux-Bois
Badménil-aux-Bois är en kommun i departementet Vosges i regionen Grand Est (tidigare regionen Lorraine) i nordöstra Frankrike. Kommunen ligger i kantonen Châtel-sur-Moselle som tillhör arrondissementet Épinal. År 2022 hade Badménil-aux-Bois 139 invånare.

## Befolkningsutveckling
Antalet invånare i kommunen Badménil-aux-Bois
| Referens: INSEE |